# Rogelio Yrurtia

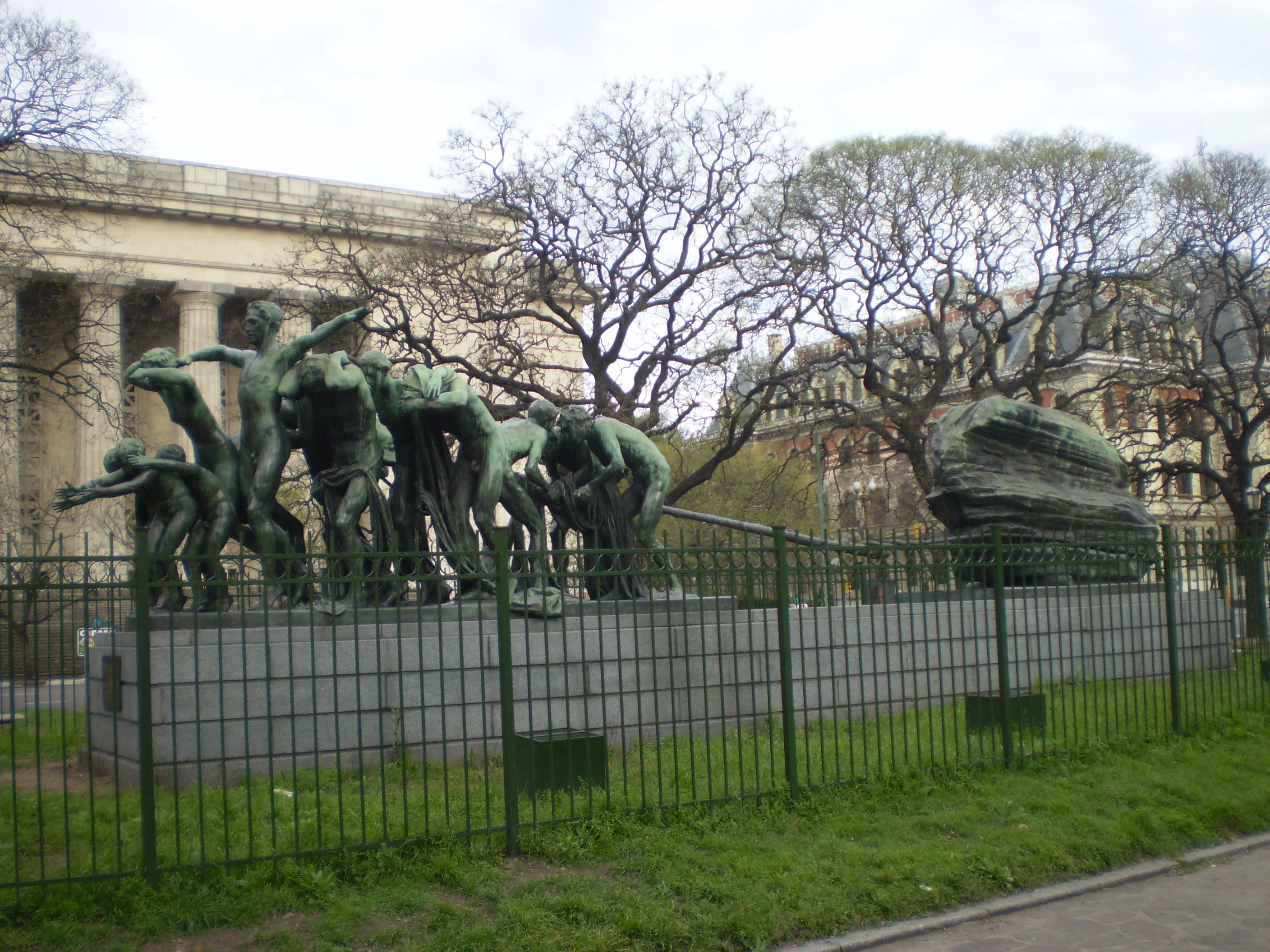
Canto al trabajo, obra cumbre de Rogelio Yrurtia. Ubicada en la ciudad de Buenos Aires, frente a la Facultad de Ingeniería de la UBA (Paseo Colón e Independencia). Entre noviembre de 1927 y mayo de 1937 estuvo en la Plaza Dorrego, frente al atelier del escultor.

Rogelio Yrurtia (Buenos Aires, 6 de diciembre de 1879-Buenos Aires, 4 de marzo de 1950) fue un escultor argentino. Entre sus principales obras se encuentra el Canto al trabajo, ubicada en Buenos Aires frente a la Facultad de Ingeniería de la Universidad de Buenos Aires. En lo que fuera su casa se levantó el Museo Casa de Rogelio Yrurtia.

## Biografía
A los 19 años ingresó a la Escuela de la Sociedad Estímulo de Bellas Artes y en 1898 estudió en el taller de Lucio Correa Morales.
En 1899, debido a sus notables dotes de artesano, ganó una beca y al año siguiente se radicó en Italia y París, donde asistió a la Academia Julian y fue  un asiduo concurrente al taller del escultor Jules Félix Coutan. Gracias a esta influencia y a sus nuevos contactos europeos expuso en el Salón de la Société National des Artistes Francaises en 1903, y obtuvo al año siguiente el Gran Premio de Honor en la afamada Exposición Universal en la ciudad de San Luis de Norteamérica.
En 1905 realizó su primera muestra individual en Buenos Aires y dos años más tarde ganó el concurso para la realización de un monumento a Dorrego. Además, la Municipalidad de Buenos Aires le encargó el Canto al Trabajo. También en Argentina, en 1909 ganó el Segundo Premio en el Concurso Internacional Centenario de la Revolución de Mayo. Vuelto a España ganó el Gran Premio de Honor en 1911 en la Exposición Internacional de Arte de Barcelona. En 1916 regresó a Argentina para realizar el Monumento-mausoleo a Rivadavia.
Participó en el X Salón Nacional de Bellas Artes de 1920. Y al año siguiente regresó a Buenos Aires. Concurrió al Salón Círculo de Bellas Artes (1925). Carlos Delcasse le encargó Justicia para su propio sepulcro en 1936.
Concurrió al Salón Municipal de Rosario en 1937 y al año siguiente fue miembro fundador de la Academia Nacional de Bellas Artes.
Se casó con la pintora y escultora Lía Correa Morales, hija de su maestro, Lucio Correa Morales.
Falleció en Buenos Aires el 4 de marzo de 1950 a los 71 años de edad.

## Obra

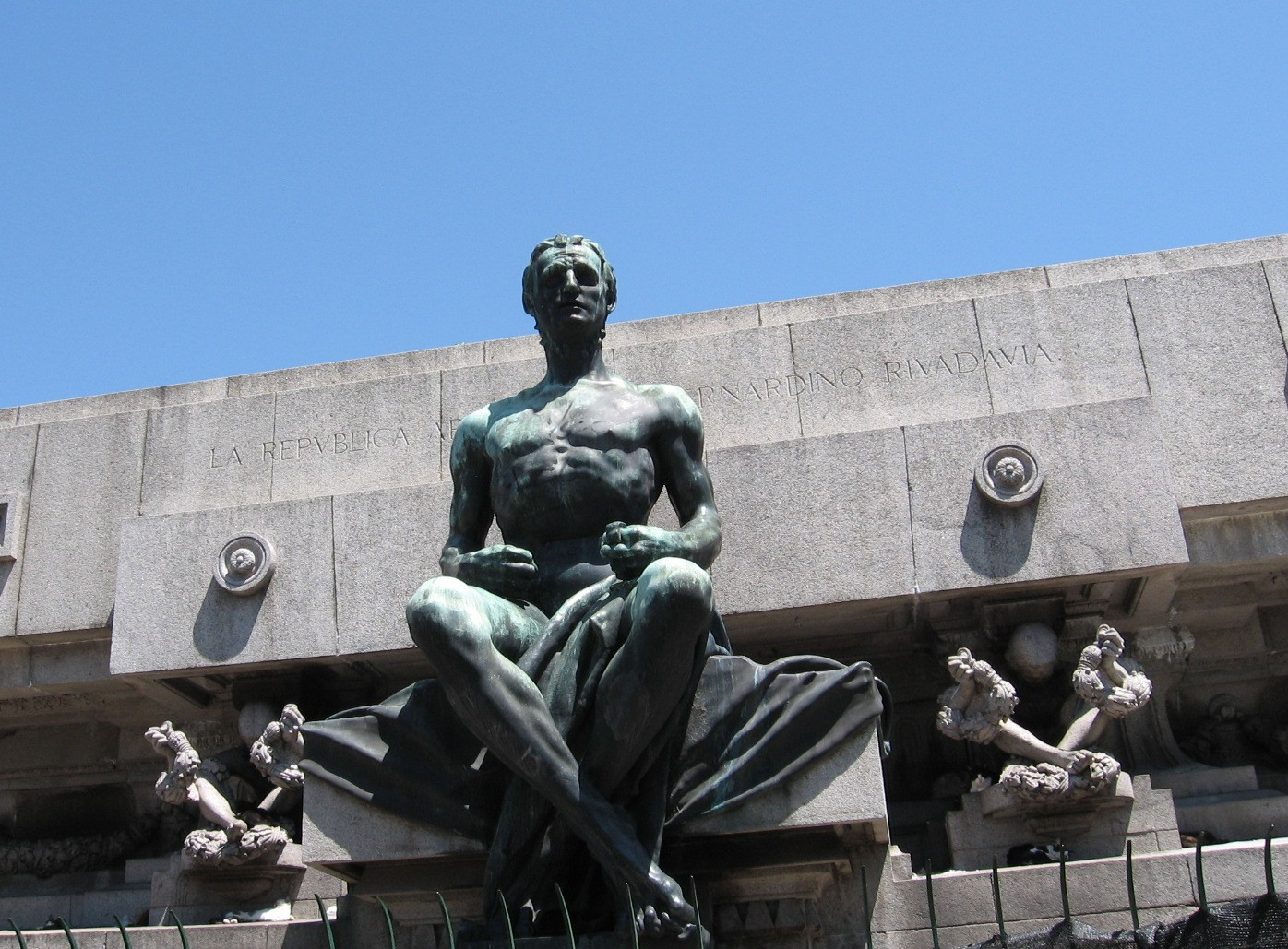
Monumento a Bernardino Rivadavia, en Plaza Miserere, ciudad de Buenos Aires. Obra de Rogelio Yrurtia.

Existen obras suyas expuestas permanentemente en público en:
- Ciudad de Buenos Aires:
  - Canto al trabajo: Facultad de Ingeniería (UBA). Paseo Colón 850, cruce con Independencia.[4]
  - Monumento a Bernardino Rivadavia: Plaza Miserere.
  - Monumento a Manuel Dorrego: ¨Plazoleta Suipacha. Esquina de las calles Viamonte y Suipacha.[5]
  - Justicia: en la entrada del Palacio de Justicia, Talcahuano 550 (Buenos Aires).

- Ciudad de Rosario:
  - Moisés: Ingreso al Museo Municipal de Bellas Artes Juan B. Castagnino en el Parque Independencia.
  - La Acción: Ingreso al Museo Municipal de Bellas Artes Juan B. Castagnino en el Parque Independencia.

## Museo Casa Rogelio Yrurtia
El Museo Rogelio Yrurtia funciona en la que fuera su casa, ubicada en la calle O´Higgins 2390, del barrio de Belgrano (Ciudad de Buenos Aires).

## Galería

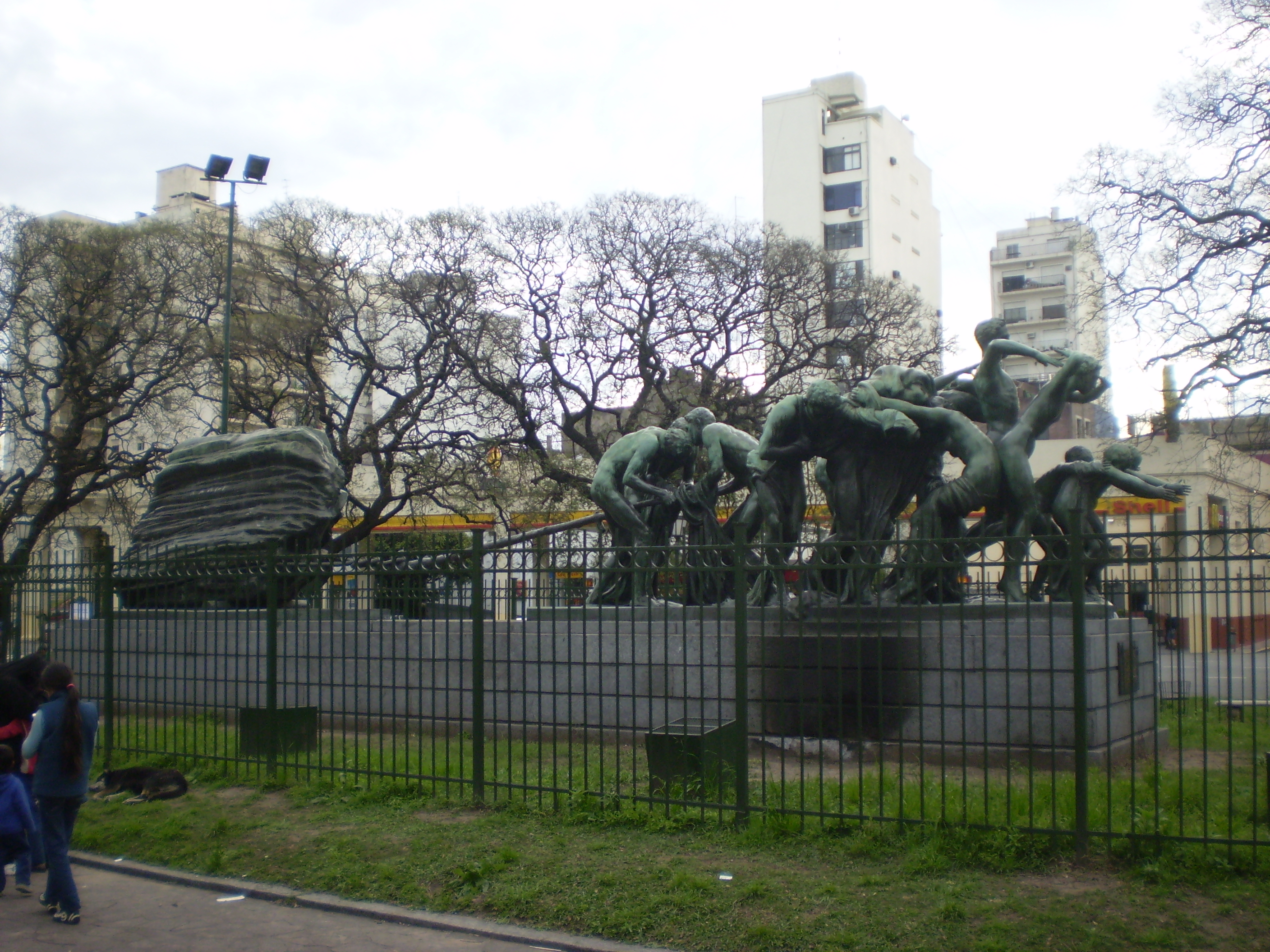
Canto al trabajo
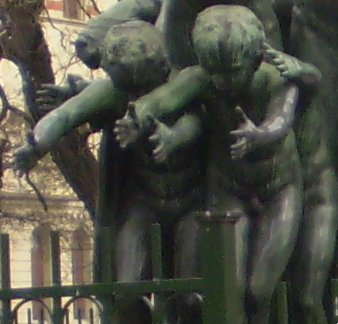
Canto al trabajo (frag.)
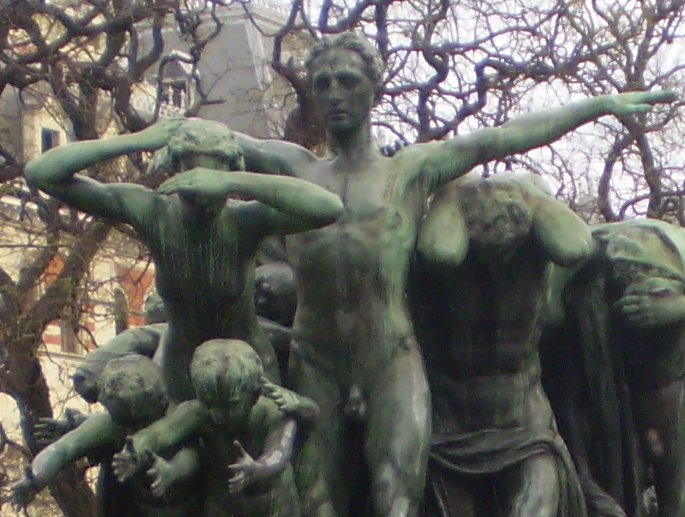
Canto al trabajo (frag.)
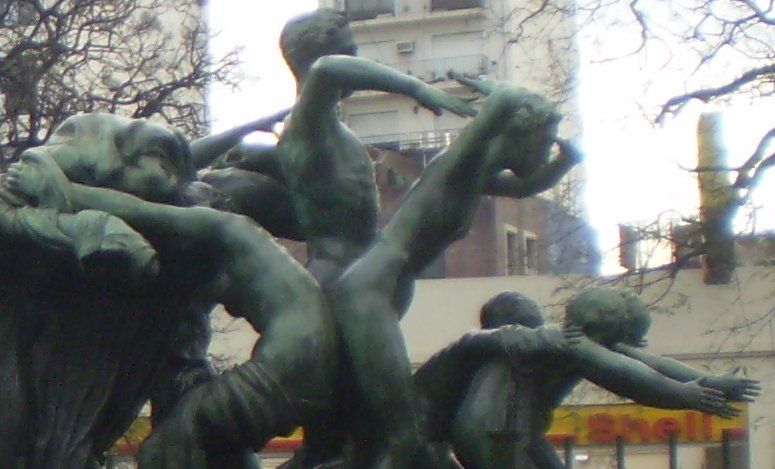
Canto al trabajo (frag.)
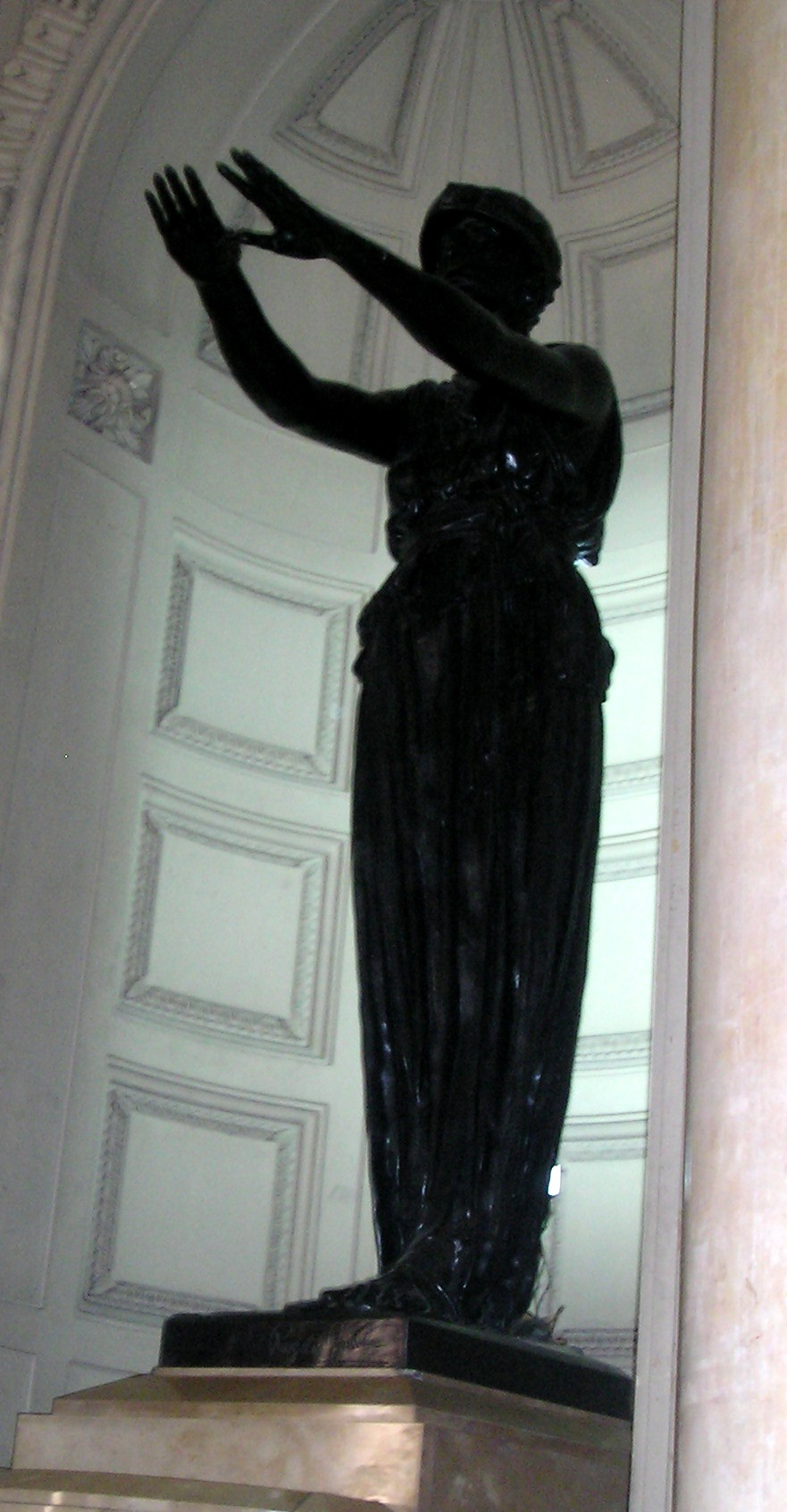
Justicia
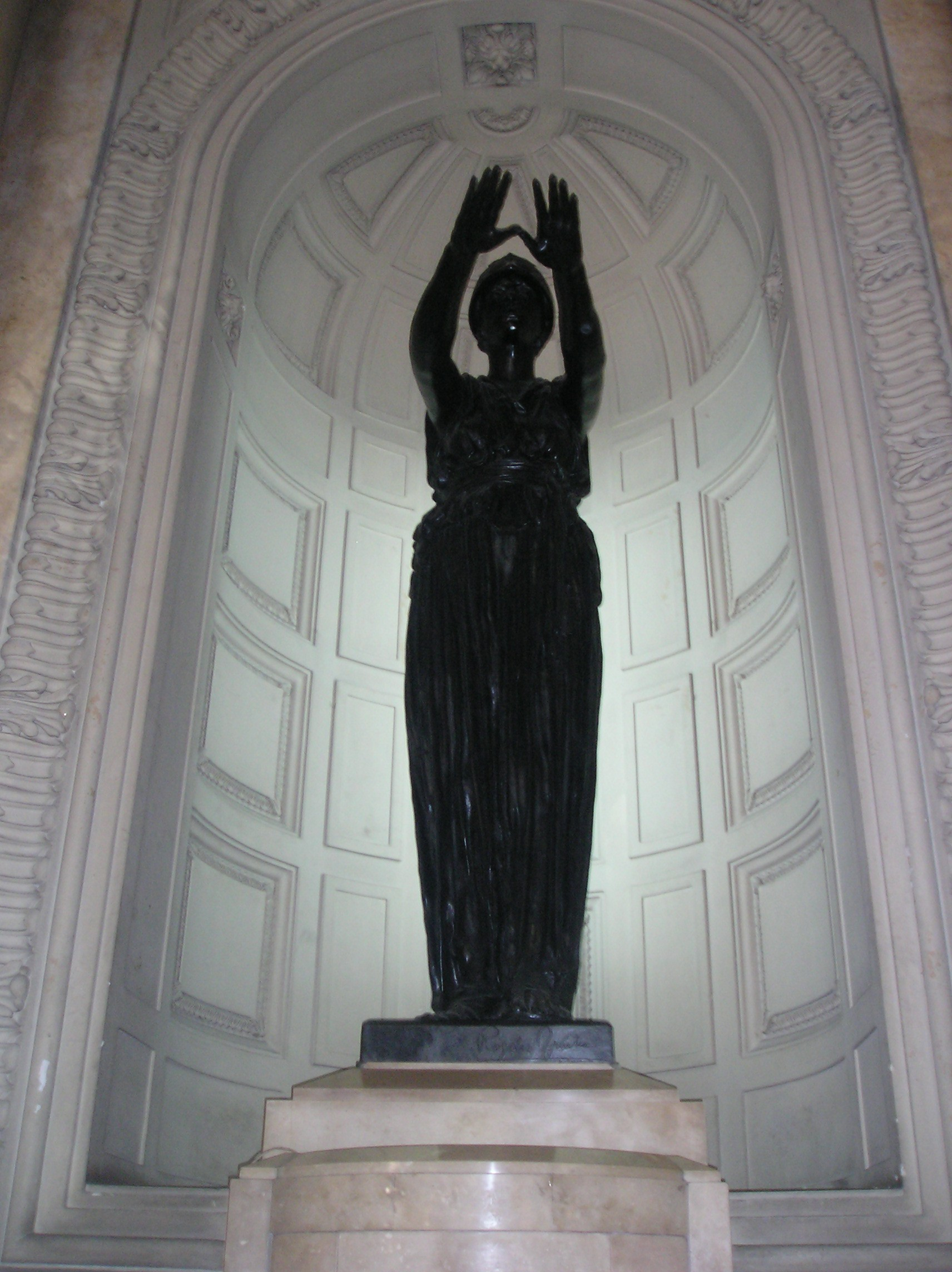
Justicia